# Bethany Antonia
Bethany Antonia (* 25. Dezember 1997 in Birmingham) ist eine britische Schauspielerin.

## Leben und Karriere
Antonia wurde am 25. Dezember 1997 in Birmingham geboren. Als sie sechs Jahre alt war, zog sie mit ihrer Familie nach Département Charente-Maritime. Mit ihren elften Lebensjahr kehrte sie Birmingham zurück. Sie besuchte die Perryfields High School und später die Birmingham Ormiston Academy.
Ihr Debüt gab sie 2012 in dem Kurzfilm The Tempest. Anschließend trat sie 2017 in einer Episode in Doctors auf. Im selben wurde sie für den Film Pin Cushion gecastet. Danach spielte sie 2020 in der Serie Rache ist süß eine Hauptrolle. Ihre nächste Hauptrolle bekam Antonia 2021 in Wer einmal lügt. Seit 2022 ist sie in der Serie House of the Dragon zu sehen.
Antonia ist lesbisch und outete sich auf Instagram als Reaktion auf ihre Hassnachrichten.

## Filmografie
Filme
- 2012: The Tempest
- 2017: Pin Cushion
- 2021: There’s Always Hope
- 2024:	Sense and Sensibility

Serien
- 2017: Doctors
- 2018: Stath Lets Flats
- 2020: Rache ist süß (Get Even)
- 2021: Wer einmal lügt (Stay Close)
- seit 2022: House of the Dragon
- 2023: Nolly

## Theater
- 2013: Peter Pan: The Never Ending Story
- 2022: Lava